# Leigh Wood (Boxer)
Leigh Wood (* 1. August 1988 in Gedling) ist ein britischer Profiboxer und ehemaliger Weltmeister der WBA im Federgewicht. 

## Boxkarriere
Nach dem Ausscheiden bei den Englischen Amateurmeisterschaften 2011 wechselte Wood in das Profilager und gewann 11 Kämpfe in Folge, ehe er im Februar 2014 beim Kampf um die Britische Meisterschaft im Bantamgewicht gegen Gavin McDonnell unterlag.
In seinen folgenden 12 Kämpfen blieb er wieder ungeschlagen und wurde dabei am 2. März 2019 mit einem Sieg gegen Abraham Bonsu Commonwealth-Meister im Federgewicht und am 4. Oktober 2019 mit einem Sieg gegen David Joyce auch WBO-Europameister im Federgewicht, verlor jedoch eine Titelverteidigung im Februar 2020 durch Mehrheitsentscheidung gegen James Dickens.
Am 13. Februar 2021 gewann er mit einem Sieg gegen Reece Mould den Britischen Meistertitel im Federgewicht und boxte am 31. Juli 2021 um den WBA-Weltmeistertitel im Federgewicht, wobei er den chinesischen Titelträger Xu Can durch TKO in Runde 12 besiegte. In seiner ersten Titelverteidigung am 12. März 2022 siegte er ebenfalls durch TKO in Runde 12 gegen den ungeschlagenen Michael Conlan, wobei der Kampfausgang auch zum Ring Magazine Knockout des Jahres gewählt wurde.
In seiner nächsten Titelverteidigung verlor er im Februar 2023 gegen den Mexikaner Mauricio Lara, gewann jedoch den direkten Rückkampf und damit auch den Titel im Mai 2023 zurück. Diesen verteidigte er am 7. Oktober 2023 durch TKO in Runde 7 gegen Josh Warrington. Noch im selben Monat legte Wood den WM-Titel nieder, um in das Superfedergewicht aufzusteigen. In seinem ersten Kampf in der neuen Gewichtsklasse verlor er am 10. Mai 2025 gegen Anthony Cacace.